# Max Müller
Friedrich Max Müller (Dessau, 6 de dezembro de 1823 - 28 de outubro de 1900) foi um linguista, cientista das religiões, orientalista e mitólogo alemão. Aluno de Franz Bopp e de E. Burnouf, retomou o estudo do Avestá e a publicação do Rigueveda-Samita, que manteve de 1849 a 1874 (6 volumes). Sua obra principal é a coleção Livros Sagrados do Oriente (50 volumes publicados de 1879 a 1910; com traduções eletrônicas a partir de 1997), fonte essencial da história das religiões e da mitologia comparada, serviu de base para a criação da disciplina acadêmica Ciência da Religião por Müller.

## Biografia
Friedrich Max Müller nasceu em uma família culta, filho de Wilhelm Müller, poeta lírico cuja obra foi musicada pelo exímio compositor Franz Schubert. Sua mãe, Adelheid Müller (nascida von Basedow), foi a filha mais velha de um primeiro-ministro de Anhalt-Dessau. Era afilhado do compositor Weber.  
Müller entrou num ginásio (escola secundária) ainda em sua cidade natal Dessau, quando tinha seis anos de idade. Em 1839, após a morte de seu avô, ele foi enviado para a Antiga Escola Nicolai em Leipzig, onde continuou seus estudos clássicos e de música. Foi durante seu tempo em Leipzig que ele frequentemente se encontrou com Felix Mendelssohn. 
Em 1841, ele entrou na Universidade de Lípsia  para estudar filologia, deixando para trás o seu interesse precoce pela música e pela poesia . Müller recebeu seu diploma em 1843. Sua tese final foi sobre a Ética de Spinoza. Além da facilidade criativa, Müller também exibia grande aptidão para línguas clássicas, e aprendeu grego, latim, árabe, persa e sânscrito.

## Vida Acadêmica

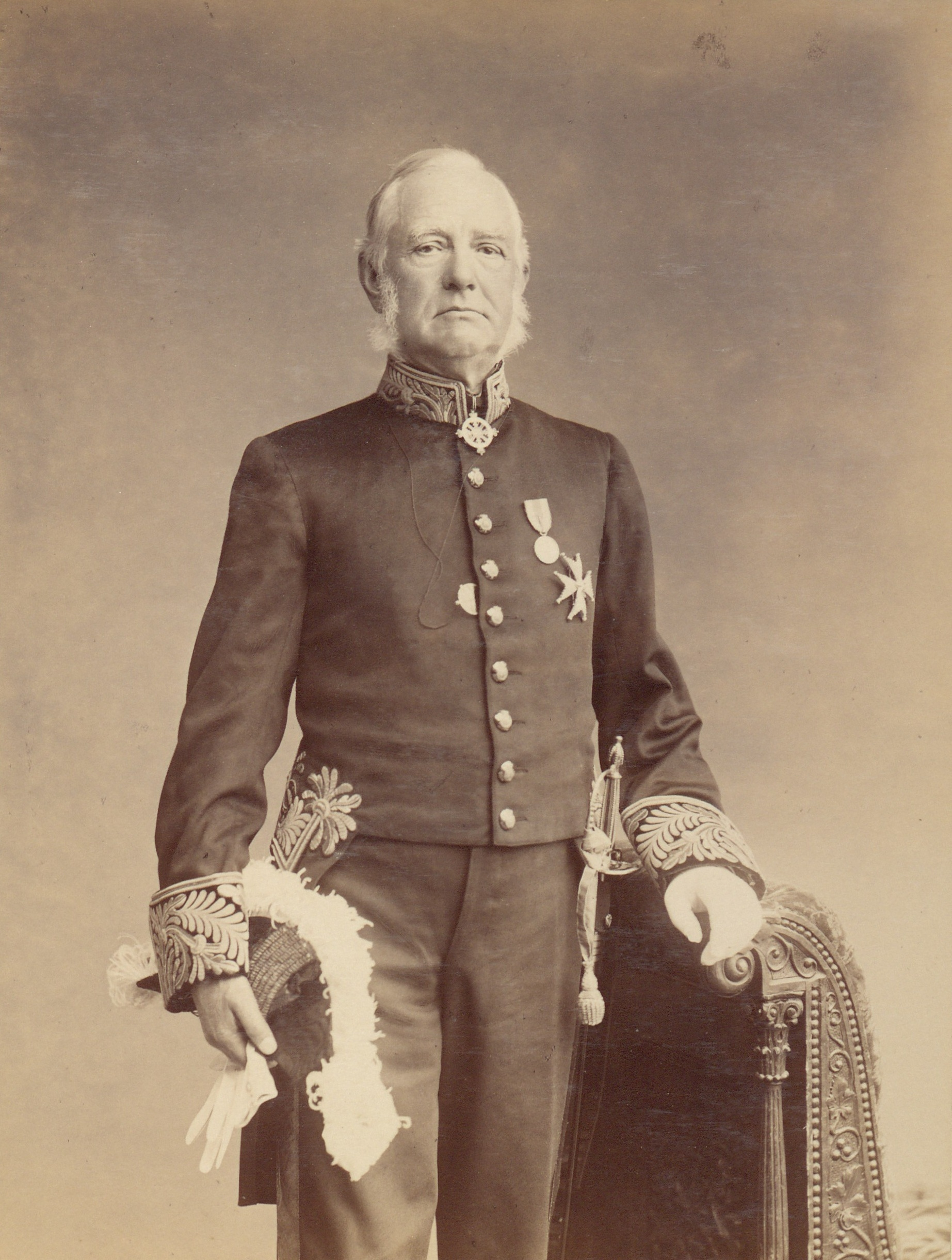
Müller c. 1890-1900

### Estudos de sânscrito
Ainda na Universidade de Lípsia, publicou uma tradução do Hitopadexa (Lípsia 1844)- uma coleção de fábulas indianas. Em seguida foi para Berlim, onde estudou durante o inverno de 1844-1845 com Paul de Lagarde.
Em 1844, antes de iniciar sua carreira acadêmica na Universidade de Oxford, Muller estudou em Berlim com Friedrich Wilhelm Joseph Schelling, dando continuidade a sua pesquisa sobre sânscrito como aluno de Franz Bopp. Foi através de Schelling que Max começou a relacionar a historia da linguagem com a história da religião.
Em 1845 Müller mudou-se para Paris para estudar sânscrito com auxílio de Eugène Burnouf. Burnouf o encorajou a publicar o Rigueveda completo, usando manuscritos disponíveis na Inglaterra. Ele se mudou para a Inglaterra em 1846 para aprofundar seus estudos em sânscrito, com base nos textos da coleção da Companhia das Índias Orientais. A princípio ganhou a vida através da escrita criativa, tornando-se popular o seu romance "Amor alemão".
As ligações de Müller com a Companhia das Índias Orientais e com os sanscritistas da Universidade de Oxford levaram a uma carreira na Grã-Bretanha, onde ele finalmente se tornou o intelectual mais importante no que dizia respeito à cultura da Índia . Na época, a Grã-Bretanha controlava este território como parte de seu Império. Isto levou as intensas trocas culturais entre a India e Grã-Bretanha, especialmente através dos contactos de Müller com o Brahmo Samaj.
Os estudos de sânscrito de Müller tiveram lugar numa época em que os estudiosos começavam relacionar o desenvolvimento da linguagem com o desenvolvimento cultural. A recente descoberta da família de línguas indo-européias tinha começado a criar muita especulação acerca da relação entre as culturas greco-romanas e as de povos mais antigos. Em particular, pensava-se que a cultura védica da Índia fora antecessora das culturas clássicas europeias. Os filólogos tentaram comparar os idiomas europeus e asiáticos geneticamente relacionados para reconstruir a forma mais antiga da língua-raiz. Pensava-se que a linguagem védica, o sânscrito, fosse a mais antiga língua indo-europeia.
E foram com os estudos dessa língua que Müller acaba tornando-se um dos principais estudiosos sânscrito de sua época. Ele acreditava que os primeiros documentos da cultura védica devem ser estudados para fornecer a chave para o desenvolvimento de pagãos, religiões europeias e da crença religiosa em geral. Para este fim, Müller procurou compreender a mais antiga das escrituras védicas, o Rigueveda. Müller ficou muito impressionado com Ramakrishna, o seu defensor contemporâneo e a filosofia vedântica filosofia, e escreveu vários ensaios e livros sobre ele.
Para Müller, o estudo da língua é cooparticipativo ao estudo da cultura em que havia sido utilizado. Ele chegou à conclusão de que o desenvolvimento das línguas deve ser amarrado ao de sistemas de crença. Naquele tempo as escrituras védicas eram pouco conhecidos no Ocidente, embora não houvesse um interesse crescente na filosofia dos Upanixades. Müller acredita que a filosofia upanixádica sofisticada poderia estar ligado ao primitivo henoteísmo de início védica Bramanismo a partir do qual ele evoluiu. Ele teve que viajar a Londres para ver os documentos mantidos na coleção do British East India Company . Lá, ele convenceu a empresa para lhe permitir empreender uma edição crítica do Rigueveda, uma tarefa que ele exercia ao longo de muitos anos (1849-1874). Ele completou a edição crítica pela qual ele é mais lembrado. Scientific American carregava seu obituário no 08 de dezembro de 1900 edição da revista. Foi revelado que Max Muller de fato usurpou o crédito total para a tradução do Rigueveda que na verdade não era seu trabalho em tudo, mas de outro estudioso alemão sem nome a quem Muller tinha pago para traduzir o texto. Para citar seu obituário na Scientific American ", que ele constantemente proclamava a ser o seu próprio grande obra, a edição do Rigueveda", era, na realidade, não o seu em tudo. Um estudioso alemão fez o trabalho, e Muller apropriou do crédito por isso. 
Para Müller, a cultura dos povos védicos representava uma forma de adoração da natureza , uma ideia claramente influenciada pelo romantismo. Müller compartilhava muitas das ideias associadas ao romantismo, que coloriu sua conta de antigas religiões, em particular a sua ênfase sobre a influência formativa sobre a religião início da comunhão emocional com as forças naturais. Ele viu os deuses do Rigueveda como ativa forças da natureza, apenas parcialmente personificada como imaginado sobrenaturais pessoas. A partir desta afirmação, Müller apresenta o início da sua teoria de que a mitologia é "uma doença da linguagem". Por isso ele quis dizer que o mito transforma conceitos em seres e histórias. Na opinião de Müller, "deuses" começou como palavras construídas para expressar idéias abstratas, mas foram transformados em personalidades imaginados. Assim, o deus-pai Indo-Europeia aparece sob vários nomes: Zeus, Júpiter, Dyaus Pita. Para Müller todos estes nomes podem ser rastreados para a palavra "Dyaus", que ele entendeu a implicar "brilhante" ou "radiante". Isso leva à termos "deva", "deus", "theos" como termos genéricos para um deus, e para os nomes de "Zeus" e "Júpiter" (derivado do deus-pater). Desta forma torna-se uma metáfora personificada e ossificada. Esse aspecto do pensamento de Müller foi mais tarde explorado de forma similar por Nietzsche .

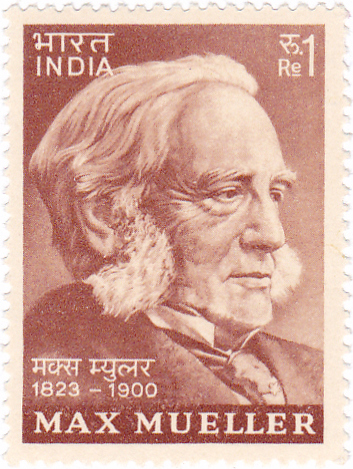
Müller em um selo da Índia de 1974

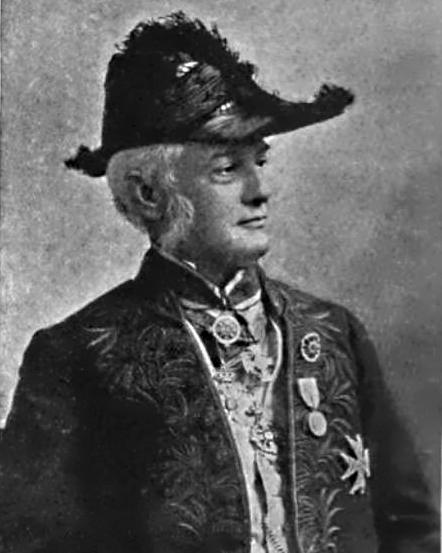
Müller c. 1898, vestindo seu traje Habit vert com a insígnia da ordem Pour le Mérite e da Ordem Maximiliana da Baviera para a Ciência e a Arte

### Criação daCiência da Religião
Frank Usarski afirma que no "horizonte da institucionalização de uma série de novas matérias universitárias, entre elas a Sociologia, a Etnologia ou a Psicologia, Müller declarou no prefácio do seu livro Chips from a German Workshop (1867) que o termo Ciência da Religião devia ser reservado para designar uma disciplina autônoma". Três anos mais tarde, em 1870, Müller proferiu a palestra "Introdução à Ciência da Religião" (Introduction of the Science of religion), que se tornou o primeiro capítulo de um livro com o mesmo nome publicado em 1873, e é amplamente aceita como a obra fundacional da Ciência da Religião,

### Gifford Lecture
Em 1888, Müller foi nomeado Gifford Professor da Universidade de Glasgow . Estas Conferências Gifford foram os primeiros de uma série anual, dada em várias universidades da Escócia, que tem continuado até os dias atuais. Ao longo dos próximos quatro anos, Müller deu quatro séries de palestras. Os títulos e temas das palestras foram os seguintes: 
- Religião Natura l. Este primeiro ciclo de palestras foi concebido como puramente introdutória, e teve por objeto a definição de religião natural no seu sentido mais amplo;

- Religião física . Este segundo ciclo de palestras foi a intenção de mostrar como diferentes nações tinha chegado a uma crença em algo infinito por trás do finito, em algo invisível por trás do visível, em muitos agentes invisíveis ou deuses da natureza, até chegarem a uma crença em um deus acima de tudo esses deuses. Em suma, uma história da descoberta do infinito na natureza;

- Antropológico Religião . Este terceiro curso foi destinado a mostrar como diferentes nações chegaram a uma crença em uma alma , como eles chamaram suas várias faculdades, e que eles imaginou sobre seu destino depois da morte;
- Teosofia ou religião psicológico . O quarto e último ciclo de palestras foi destinado a examinar a relação entre Deus e a alma ( "estes dois Infinitos"), incluindo as ideias que algumas das principais nações do mundo se formaram a respeito desta relação. A religião real, Müller afirmou, baseia-se em uma verdadeira percepção da relação da alma com Deus e de Deus para a alma; Müller queria provar que isso era verdade, não só como um postulado, mas como um fato histórico. O título original das palestras foi "Psychological Religion", mas Müller sentiu-se compelido a adicionar 'Teosofia' a ele.

### Tradutor
Em 1881, ele publicou uma tradução da primeira edição de Kant, Crítica da Razão Pura. Ele concordou com Arthur Schopenhauer que esta edição foi a expressão mais direta e honesta do pensamento de Kant. Sua tradução corrigidos vários erros que foram cometidos por tradutores anteriores. No prefácio de seu tradutor, Müller escreveu: 
"A ponte de pensamentos e suspiros" que se estende por toda a história do mundo ariano tem seu primeiro arco no Veda , o seu passado em Crítica de Kant. ... Enquanto no Veda podemos estudar a infância, nós podemos estudar na Crítica da Razão Pura da humanidade perfeita da mente Aryan de Kant. ... Os materiais estão agora acessíveis, e a corrida de língua Inglês, a raça do futuro, terá em Crítica de Kant outra Aryan herança, tão precioso como o Veda-um trabalho que pode ser criticado, mas nunca pode ser ignorado."
Müller continuou a ser influenciado pela kantiana Transcendentalist modelo de espiritualidade, e se opunha às idéias darwinianas do desenvolvimento humano. Ele argumentou que "a língua constitui uma barreira intransponível entre o homem e besta." 
Ele também foi influenciado pela obra pensamento e realidade, do filósofo russo Africano Spir.

## Mitologia comparada(resumo)
O trabalho desenvolvido por Friedrich Max Müller compreendido no livro publicado em 1988. Tal obra que constitui uma teoria, que serão anos depois, geradora de inúmeros outros estudos científicos na teoria das relações entre os diversos mitos como determinantes para a formação cultural e religiosa de diferentes civilizações a partir de uma origem em comum.
De acordo com ele, todas as histórias míticas são explicativas poéticas das forças da natureza, que se perderam na tradição oral transformando-se em histórias aparentemente sem sentido sobre deuses e semi-deuses (produto da relação de um deus, com um mortal – ser humano-).. Segundo Muller, a semelhança entre os nomes de deuses, como por exemplo Deus, Zeus e Dyeus que referem-se respectivamente à cultura ocidental, Grécia Antiga e indiana; são sinalizadores da existência de um ponto de partida em comum na formação desses mitos, o que gerou corpus para estudos na área da Antropologia, História, Linguística, entre outras.

## Pontos de vista sobre a Índia

### Início de carreira
No início da carreira, Müller várias vezes expressou a opinião de que uma "reforma" no hinduísmo necessário para ocorrer, comparável à Reforma cristã. Na sua opinião, "se há uma coisa que um estudo comparativo das religiões onde a luz é mais clara, é a decadência inevitável a que cada religião é exposto ... Sempre que pode rastrear uma religião aos seus primórdios, podemos encontrá-lo livre de muitos defeitos que afetavam-lo em seus estados posteriores". 
Ele usou suas ligações com o Brahmo Samaj para incentivar tal reforma nas linhas desenvolvidas por Ram Mohan Roy . Müller acredita que o Brahmos iria gerar um formulário indiano do cristianismo, e que eles eram, na prática, "os cristãos, sem ser católicos romanos, anglicanos ou luteranos." Na tradição luterana, ele esperava que a "superstição" e idolatria, que ele considerava ser característica do moderno Hinduísmo popular seria desaparecer. 
Muller escreveu uma vez que:
"A tradução do Veda irá seguir dizer, em grande medida sobre o destino da Índia, e sobre o crescimento de milhões de almas naquele país. É a raiz de sua religião, e mostrar-lhes o que a raiz é, é, tenho certeza, é a única maneira de arrancar tudo o que surgiu a partir dele durante os últimos 3 000 anos."
Müller esperava que o aumento do financiamento para a educação na Índia iria promover uma nova forma de literatura combinando tradições ocidentais e indianos. Em 1868, escreveu a Jorge Campbell, o recém-nomeado secretário de Estado para a Índia:
"Índia foi conquistada uma vez, mas a Índia deve ser conquistada de novo, e que a segunda conquista deve ser uma conquista por educação. Muito tem sido feito para a educação de tarde, mas se os fundos foram triplicou e quadruplicou, que dificilmente seria suficiente (...) Ao incentivar um estudo de sua própria literatura antiga, como parte de sua educação, um sentimento nacional de orgulho e auto-estima vai ser despertado entre aqueles que influenciam as grandes massas do povo. A nova literatura nacional pode surgir, impregnado com as ideias ocidentais, mas mantendo o seu espírito nativo e caráter (...) Uma nova literatura nacional trará consigo uma nova vida nacional, e novo vigor moral. Quanto à religião, que vai cuidar de si mesmo. Os missionários têm feito muito mais do que eles mesmos parecem estar cientes de, ou melhor, muito do trabalho que é deles eles provavelmente assumem. O cristianismo de nosso século XIX, dificilmente será o cristianismo da Índia. Mas a antiga religião da Índia está condenada e se o cristianismo não intervir, quem é a culpa vai ser?" 

- Max Müller, (1868)
Em seus 60 e 70 anos, Max Müller deu uma série de palestras, que refletia uma visão mais matizada em favor do hinduísmo e da antiga literatura da Índia. Em seu "O que pode a Índia nos ensina?" palestra na Universidade de Cambridge, ele defendeu antiga literatura sânscrita e da Índia como se segue:
"Se eu fosse para olhar sobre o mundo inteiro para descobrir o país mais ricamente dotado de toda a riqueza, poder e beleza que a natureza pode oferecer - em algumas partes muito paraíso na terra - I deve apontar para a Índia. Se me perguntassem em que o céu a mente humana tem mais completo desenvolvido alguns de seus presentes mais escolhidos, tem mais profundamente ponderou sobre os maiores problemas da vida, e encontrou soluções de alguns deles, que bem merecem a atenção até mesmo daqueles que têm estudado Platão e Kant - I deve apontar para a Índia. E se eu fosse perguntar a mim mesmo do que a literatura que nós, aqui na Europa, nós, que têm sido desenvolvidos quase que exclusivamente sobre os pensamentos dos gregos e romanos, e de uma raça semita, a judaica, pode tirar essa corretiva que é mais procurado, a fim para tornar a nossa vida interior mais perfeita, mais abrangente, mais universal, de facto, mais verdadeiramente humano, a vida, não apenas para esta vida, mas uma vida transfigurada e eterno - novamente I deve apontar para a Índia. "  

- Max Müller, (1883) 
Ele também conjeturou que a introdução do Islamismo na Índia no século XI teve um efeito profundo sobre a psique e o comportamento dos Hindus, em outra palestra intitulada: "Caráter Verdadeiro dos hindus":
" O outro poema épico também, o Mahabharata , está cheia de episódios que mostram uma relação profunda da verdade. (...) Se eu fosse citar todos os lei-books, e de mais tarde ainda funciona, em todos os lugares que você ouviria a mesma nota-chave de veracidade vibrando por todos eles. (...) Eu digo mais uma vez que eu não desejo para representar o povo da Índia como duzentos e cinquenta e três milhões de anjos, mas eu gostaria que para ser compreendido e de ser aceito como um fato, que a prejudicial encarregado de falsidade interposto desse povo é totalmente infundadas no que diz respeito aos tempos antigos. Ele não só não é verdade, mas o oposto da verdade. Quanto aos tempos modernos, e eu datá-los a partir de cerca de 1000 depois de Cristo (d.C.), eu só posso dizer que, depois de ler as contas dos terrores e horrores da regra muçulmana, minha maravilha é que tanto da virtude nativa e veracidade deve ter sobrevivido. Assim como você pode esperar um mouse para falar a verdade diante de um gato, como um Hindu perante um juiz muçulmano." - Max Müller, (1884) 
Swami Vivekananda, que era o principal discípulo de Ramakrishna Paramahamsa, conheceu Max Muller durante um almoço em 28 de maio de 1896. Em relação a Max Müller e sua esposa, a Swami escreveu mais tarde: 
"A visita foi realmente uma revelação para mim. Aquela pequena casa branca, sua configuração em um belo jardim, o sábio de cabelos grisalhos, com um rosto calmo e benigno, e na testa lisa como a despeito de uma criança de setenta invernos, e cada linha em que falar em face de uma mina profunda de espiritualidade em algum lugar atrás; que a mulher nobre, a companheira de sua vida através de sua longa e árdua missão de interesse emocionante, substituindo oposição e desprezo, e, finalmente, criar um respeito pelos pensamentos dos sábios da Índia antiga - as árvores, as flores, a calma, e o céu claro - tudo isso me mandou de volta na imaginação para os dias gloriosos da Índia antiga, os dias de nossas Brahmarshis e rajarshis, os dias dos grandes vanaprasthas, os dias de Arundhatis e Vasishthas. Não era nem o filólogo nem o erudito que eu vi, mas uma alma que é a cada dia percebendo a sua unidade com o universo." 

## Controvérsias

### Anti-Cristo
Durante o curso de suas Conferências em Gifford sobre o tema da "religião natural", Müller foi severamente criticado por ser anti-cristo. Em 1891, em uma reunião da Fundação Presbitério de Glásgua, o Sr. Thomson (Ministro da Ladywell) moveu um movimento que o ensino de Müller era "subversivo da fé cristã, e equipada para espalhar panteístas e infiéis vistas entre os estudantes e outros" e questionou a nomeação de Müller como professor. Um ataque ainda mais forte para Müller foi feita pelo Monsenhor Alexander Munro na Catedral de Santo André . Munro, um oficial da Igreja Católica Romana na Escócia (e Provost da Catedral Católica de Glasgow 1884-1892), declarou que as palestras de Müller "foram nada menos do que uma cruzada contra a revelação divina, contra Jesus Cristo e contra o cristianismo". As palestras foram blasfemas, ele continuou, "a proclamação do ateísmo sob o disfarce de panteísmo" e "arrancadas a nossa ideia de Deus, para ele que repudiou a ideia de um Deus pessoal". 
Acusações semelhantes já tinham levado à exclusão de Müller da cadeira Boden em sânscrito em favor do conservador Monier Monier-Williams. Por volta de 1880 Müller estava sendo cortejado por Charles Godfrey Leland , Helena Blavatsky , e outros escritores que procuravam fazer valer os méritos de " pagãos " tradições religiosas sobre o cristianismo. O designer Mary Fraser Tytler afirmou que o livro de Müller chips de uma oficina alemã (uma coleção de seus ensaios) era sua "Bíblia", que ajudou a criar uma imagem sagrada multi-cultural.
Müller se distanciou destes desenvolvimentos, e manteve-se dentro da fé luterana em que tinha sido criado. De acordo com G. Beckerlegge, "base de Müller como um luterano alemão e sua identificação com o partido Igreja Broad" levou a "desconfiança por aqueles que se opõem às posições políticas e religiosas que se sentiram Müller representados".

### Arianismo
O trabalho de Müller contribuiu para o crescente interesse pela cultura indo-europeia (ariana), muitas vezes definida por tradições opostas às das religiões semitas. Muller ficou "profundamente entristecido pelo fato de que essas classificações viriam mais tarde a ser expressas em termos racistas", o que estava longe de sua intenção. Para Muller, a descoberta de uma ascendência indiana e europeia comum era um poderoso argumento contra o racismo, argumentando que "um etnólogo que fala de raça ariana, sangue ariano, olhos e cabelos arianos, é um pecador tão grande como um linguista que fala de um dicionário dolicocéfalo ou uma gramática braquicéfalo" e que "os hindus mais negros representam um estágio da linguagem e do pensamento arianos que é anterior ao dos mais brancos escandinavos".

### Turanismo
Müller apresentou e promoveu a teoria de uma família de línguas "turaniana", que compreenderia os idiomas fino-úgrico, samoiedao, tártaro, mongólico e tungúsico. De acordo com Müller estas cinco línguas eram as "faladas na Ásia ou na Europa mas não incluídas no âmbito das arianas (sic) e das semíticas, com exceção, talvez, do chinês e seus dialetos". Além disso, estas eram "línguas nômades", em contraste com as outras duas famílias (ariana e semita), a que ele chamou de línguas de Estado ou de línguas políticas. 
A ideia de uma família turaniana de línguas não foi aceita por todos no momento. Embora o termo "turaniana" rapidamente se tenha tornado um arcaísmo (ao contrário de "ariana"), ele não desapareceu completamente. A ideia foi integrada mais tarde em ideologias nacionalistas na Hungria e Turquia

## Publicações
Os trabalhos acadêmicos de Müller, publicados separadamente, bem como uma coleção de obras de 18 volumes, incluem:
- Nārāyana; Friedrich Max Müller (1844). Hitopadesa: eine alte indische Fabelsammlung. [S.l.]: Brockhaus
- Friedrich Max Müller (1859). A History of Ancient Sanskrit Literature So Far as it Illustrates the Primitive Religion of the Brahmans. [S.l.]: Williams and Norgate
- Friedrich Max Müller (1866). Lectures on the Science of Language: Delivered at the Royal Institution of Great Britain in April, May, & June 1861. [S.l.]: Longmans, Green

- - Palestras sobre Ciência da Linguagem foram traduzidas para o russo em 1866 e publicadas na primeira revista linguística científica russa "Filologicheskie Zapiski".

- Chips from a German Workshop (1867–75, 5 vols.)
- Introduction to the Science of Religion (1873)
- Max Muller (1878). Lectures on the origin and growth of religion as illustrated by the religions of India. [S.l.]: Longmans, Green, and Company
- Friedrich Max Müller (1881). Critique of Pure Reason (German: Kritik der reinen Vernunft, KrV), by Immanuel Kant, translated by Friedrich Max Müller. [S.l.: s.n.]
- Friedrich Max Müller (1883). India: what Can it Teach Us?: A Course of Lectures Delivered Before the University of Cambridge. [S.l.]: Longmans, Green
- Biographical Essays (1884)
- Upanishads. [S.l.]: Wordsworth Editions. ISBN 978-1-84022-102-2
- The German classics from the fourth to the nineteenth century. [S.l.]: Scribners. 1886
- Müller, F. Max (1886). A Sanskrit grammar for beginners (em inglês e eslovaco). London: Longman, Green and Co. 208 páginas
- The Science of Thought (1887, 2 vols.)
- Studies in Buddhism. [S.l.]: Asian Educational Services. 1999. ISBN 978-81-206-1226-6
- F. Max Müller (1888) Biographies of Words and the Home of the Aryas
- Six Systems of Hindu Philosophy (1899)
- Gifford Lectures of 1888–92 (Collected Works, vols. 1–4)
  - Natural Religion (1889)
  - Physical Religion (1891)
  - Anthropological Religion (1892)
  - Theosophy, or Psychological Religion (1893)
- Auld Lang Syne (1898, 2 vols.), livro de memórias
- My Autobiography: A Fragment (1901)[4]